# Глоцер, Владимир Иосифович
Влади́мир Ио́сифович Гло́цер (27 июля 1931 — 19 апреля 2009) — советский и российский литературовед.

## Биография
Работал литературным секретарём у Корнея Чуковского и Самуила Маршака. В 1950-е—70-е годы руководил литературной студией при детской библиотеке имени Ломоносова, на основании этого опыта опубликовал книгу «Дети пишут стихи: Книга о детском литературном творчестве» (1964, предисловие Чуковского) и сборник детского поэтического творчества «Раннее солнце» (1964, предисловие Маршака). Как книговед составил сборник «Художники детской книги о себе и своём искусстве» (1987). Занимался также пересказами и обработками сказок народов СССР и Африки, писал пьесы и инсценированные радиокомпозиции для детей. Всего им было выпущено около 50 пластинок на студии «Мелодия» для детей и взрослых.
Среди его литературно-критических работ есть статьи и рецензии о Борисе Житкове, Черубине де Габриак, Георгии Оболдуеве, Раисе Кудашевой, Льве Квитко, Дойвбере Левине, Лидии Будогоской, Рахили Баумволь (журналы «Новый мир», «Звезда», «Пионер» и др.). Составил (совместно с Еленой Чуковской) сборник статей и документов об Александре Солженицыне «Слово пробивает себе дорогу» (1989).
В дальнейшем занимался, главным образом, исследованием и публикацией творчества писателей группы ОБЭРИУ (Объединение реального искусства) — Даниила Хармса, Николая Олейникова, Александра Введенского. В 1980 году записал и опубликовал воспоминания А. И. Порет о Д. И. Хармсе, ставшие одним из самых популярных источников о жизни поэта.
Разыскав вдову Даниила Хармса, Марину Дурново, жившую в Венесуэле, подготовил литературную запись её воспоминаний «Мой муж Даниил Хармс» (2000). Книга была удостоена литературной премии журнала Новый мир и выдержала три издания (2000, 2001, 2005 гг.). В 2012 году посмертно была издана подготовленная им книга о Данииле Хармсе «Вот какой Хармс!», в которую вошли собранные им с 1962 по 2006 гг. воспоминания современников писателя. Во многом именно благодаря его работам творчество Даниила Хармса и писателей группы ОБЭРИУ получило известность в России и за рубежом.
Был одним из авторов фундаментального биобиблиографического словаря «Русские писатели. 1800—1917».
Владимир Глоцер скончался 19 апреля 2009 г., похоронен рядом с родственниками на Химкинском кладбище в Москве (участок № 26).

### Ситуация с правами на наследие А. Введенского
В течение долгого времени Глоцер представлял интересы наследников Александра Введенского и фактически блокировал возможность публикации текстов Введенского в 1990-е и 2000-е годы, требуя в пользу наследников очень крупных авторских отчислений и угрожая судебным преследованием тем, кто эти требования нарушал. По словам М. Мейлаха, иск, предъявленный им к издательству «Советский писатель» за уже опубликованную книгу «Поэты группы „ОБЭРИУ“» (М., 1994), привел к разорению издательства, а вот «Гилее» удалось добиться оправдательного решения, так как её издание вышло до введения новых законов об авторских правах репрессированных и реабилитированных. Это обстоятельство создало Глоцеру дурную славу в глазах некоторых ценителей ОБЭРИУ. Так, критик Данила Давыдов писал: «Фактическая недоступность стихов Введенского читателю представляется мне чудовищной (и всякая забота о правах наследников, с моей глубоко частной точки зрения, заведомо менее важна, нежели свобода бытования поэзии)».

После смерти Глоцера публикация текстов Введенского вновь стала возможной, в течение последующих пяти лет вышло несколько сборников поэта. Литературовед Глеб Морев считает, что 
блокировка изданий Введенского была роковой ошибкой Глоцера, перечеркнувшей в сознании культурной публики его заслуги исследователя и критика и навсегда закрепившей за ним репутацию «человека, который лишил нас Введенского» на двадцать лет.

## Избранная библиография
- Дети пишут стихи. 1964 (составитель)
- Алиса Порет. Воспоминания о Данииле Хармсе / Предисловие В. Глоцера // Панорама искусств. Вып. 3. М.: Сов. худож., 1980
- Художники детской книги о себе и своем искусстве. 1987 (составитель)
- Алиса Порет. «Как я стала художником детской книги» / Художники детской книги о себе и своём искусстве: <Сб.> / Зап. и коммент. В.Глоцер. М., 1987. С. 209—216.
- Елис. Васильева. «Две вещи в мире для меня всегда были самыми святыми: стихи и любовь» // «Новый мир», 1988, 12, 168—170 (публикация Вл. Глоцера).
- Б. Житков. Избранное. 1989 (составитель)
- Алиса Порет рассказывает и рисует: Из альбома художника / Публ. В. Глоцера // Панорама искусств. Вып. 12. М., Сов. Худож., 1989, с. 392—408
- Хармс собирает книгу // Русская литература. — 1989. — № 1. — С. 206—212
- Петров В. Н. Даниил Хармс: [Воспоминания, 1977] / В. Н. Петров; публ., предисл. и коммент. В. И. Глоцера // Панорама искусств. — 1990. — Вып. 13. — С. 235—248.
- Хармс Д. Старуха: Рассказы. Сцены. Повесть / Составитель В. Глоцер; Художник Л. Тишков. — М.: Юнона, 1991. — 126 с. — 125 000 экз.
- Последний псевдоним Черубины // Петербургское востоковедение. 1997. Выпуск 9. С.522-525.
- Слово пробивает себе дорогу: Сб. статей и документов об А. И. Солженицыне. 1962—1974 / Сост. В.Глоцер, Е.Чуковская. М.: Русский путь, 1998.
- Марина Дурново: Мой муж Даниил Хармс. 2000. ISBN 5-901401-28-X
- Хармс Д. Даниил Хармс: Сборник / Вступительная статья В. Глоцера. — М.: Эксмо, 2003. — 493 с. — (Антология сатиры и юмора России XX века; Т. 23). — 10 000 экз.
- Поэт Георгий Оболдуев // Георгий Оболдуев. Стихотворение. Поэма. — М.: Виртуальная галерея, 2005. — С. 3-20.
- «Чрезвычайно светский человек» («Новый мир», № 2, 2006). (Воспоминания Сусанны Георгиевской о Хармсе)
- Памяти Эмиля Владимировича Кардина // Еврейское слово. — 2008. — № 20 (390). — С. 2.
- Цветаева Анастасия. Воспоминания / Послесл. В. Глоцера
- Л. Пантелеев. Я верую! Главы из автобиографической книги. Предисловие В. Глоцера